# Відносини Малайзія — Європейський Союз
Відносини Малайзії та Європейського Союзу – це багатосторонні відносини між Малайзією та Європейським Союзом. Малайзія має угоду про вільну торгівлю з Європейським Союзом (ЄС) з 2010 року, і обидві виграють від цих відносин.

## Історія
Малайзія має давні відносини з деякими країнами Європейського Союзу. Під час колоніальної ери три європейські колоніальні держави: португальці, нідерландці та британці прибули до берегів Малайзії, щоб заснувати колонії та підтримувати торговельні відносини з королівствами, які там були. У наш час відносини почалися з Угоди між Європейською комісією та АСЕАН 1980 року і розвивалися з моменту утворення Європейського економічного співтовариства (ЄЕС) у 1957 році. Офіс делегації Європейської Комісії було створено в Малайзії в 2003 році, і з того часу політична взаємодія та співробітництво між федеральними органами влади та органами державної влади, включаючи бізнес-спільноти Малайзії та ЄС, поступово збільшувалися.
У березні 2019 року між Європейським Союзом і Малайзією виникла напруженість після висновку Європейської комісії про те, що вирощування пальмової олії призводить до надмірної вирубки лісів, і його використання в транспортному паливі має бути припинено до 2030 року. Малайзія, другий у світі виробник пальмової олії після Індонезії, покладається на врожай, який отримує мільярди доларів валютних надходжень і сотні тисяч робочих місць. Прем'єр-міністр Махатхір Мохамад заявив, що дедалі більш вороже ставлення Європейського Союзу до пальмової олії було спробою захистити альтернативи, які Європа виробляла сама, наприклад, ріпакову олію. Він стверджував, що Європейський Союз ризикує розпочати торговельну війну з Малайзією щодо його «вкрай несправедливої» політики, спрямованої на зменшення використання пальмової олії, яка, за словами Махатхіра, була «несправедливою» та прикладом «багатих людей… намагаються зубожіти». бідні люди.".

## Торгові відносини
У 2011 році Малайзія була другим за величиною торговим партнером Європейського Союзу в Південно-Східній Азії після Сінгапуру та 23-м за величиною торговельним партнером Європейського Союзу у світі, тоді як Європейський Союз був 4-м за величиною торговим партнером Малайзії. Основний експорт з Малайзії, включаючи електричну та електронну продукцію, пальмову олію, хімікати та хімічні продукти, гумові вироби, особливо оптичне та наукове обладнання, у той час як основний експорт Європейського Союзу до Малайзії також є електричними та електронними продуктами з деякими іншими машинами, приладами та частинами, хімічними речовинами та хімічна продукція, транспортне обладнання, а також вироби із заліза та сталі. Загальна торгівля зросла з 63,66 млрд малайзійських ринггитів у 2011 році до 135 мільярдів рингітів у 2013 році, при цьому Європейський Союз став третім за величиною торговим партнером Малайзії. У трійку найбільших країн Європейського Союзу, які є основними інвесторами в Малайзію, увійшли Нідерланди з MYR2,4 млрд, Німеччина з MYR 1,7 млрд і Велика Британія з MYR 500 млн.

## Подальше читання
- ЄС-Малайзія [Архівовано 14 березня 2022 у Wayback Machine.] на Європейському форумі послуг
- Малайзія та Європейський Союз: перспективи на двадцять перше століття [Архівовано 5 червня 2022 у Wayback Machine.]ISBN 978-3-643-80085-5